# Apomys datae
Apomys datae är en däggdjursart som först beskrevs av Meyer 1899.  Apomys datae ingår i släktet Apomys och familjen råttdjur. Inga underarter finns listade.

## Utseende
Arten blir 125 till 155 mm lång (huvud och bål), har en 121 till 139 mm långa svans och väger 63 till 105 g. Bakfötterna är 33 till 39 mm långa och öronen är 18 till 23 mm stora. Den mjuka pälsen på ovansidan har en mörkbrun färg med röda nyanser och glest fördelade svarta punkter. Det finns en tydlig gräns mot den gråa undersidan med gulbruna hårspetsar. Artens fingrar och tår saknar pigment och de är täckta av vita hår. Den diploida kromosomuppsättningen består av 44 kromosomer (2n=44).

## Utbredning och ekologi
Denna gnagare förekommer i norra delen av ön Luzon som tillhör Filippinerna. Arten vistas i kulliga områden och medelhöga bergstrakter mellan 750 och 1650 meter över havet. Habitatet utgörs främst av fuktiga skogar och buskskogar. Apomys datae uppsöker ibland bergsängar och jordbruksmark.
Exemplaren är nattaktiva och vistas på marken. De äter frön, insekter och daggmaskar. Honor föder upp till tre ungar per kull.

## Hot
I lägre trakter hotas beståndet av landskapsförändringar. Hela populationen anses vara stor. IUCN kategoriserar arten globalt som livskraftig.